# Aloizs Blonskis
Aloizs Visvaldis Blonskis (10. marts 1933 i Ciblas pagasts i Letland – 29. januar 2012 i Riga i Letland) var en lettisk politigeneral, politiker og modtager af Trestjerneordenen.
Blonskis skolegang foregik i Kategrades grundskole i Preiļis distrikt, i Aglonas gymnasium og den 23. aftenskole. Sin professionelle uddannelse fik han ved Sovjetunionens Indenrigsministeriums højeste militsskole i Minsk. Sin karriere som politimand påbegyndte han i 1953, hvor han arbejdede i forskellige stillinger. Blonskis ledte Jūrmalas milits' kriminalafdeling, Ogres distrikts militsafdeling, og var souschef for Lettiske SSRs Kriminalpoliti fra 1969 til 1994. I 1994 blev han udnævnt til chef for kriminalpolitiet, et embede han havde til 2000, hvor han gik på pension. I 2001 opstillede han til og blev indvalgt i Rigas byråd som repræsentant for partiet
Latvijas Ceļš (Letlands Vej). Blonskis har også været Letlands Indenrigsministeriums uafhængige rådgiver.

I 1997 befordredes han til en særlig tjenestegrad i politiet som general. Aloizs Blonskis blev den 9. oktober 1996 udnævnt til Officer af Trestjerneordenen. Han har desuden forfattet bogen "No ierindnieka līdz ģenerālim" (Fra menig til general).